# Чугайнов, Игорь Валерьевич
И́горь Вале́рьевич Чуга́йнов (род. 6 апреля 1970, Москва) — советский и российский футболист, защитник, российский тренер. Мастер спорта СССР (1990).

## Карьера

### Клубная
Начинал карьеру нападающим, но затем стал играть опорного полузащитника и центрального защитника. Воспитанник футбольных школ Советского района города Москва и московского «Торпедо».
Всего в Высшей лиге чемпионатов СССР и России провёл 348 матчей и забил 36 голов.

### В сборной
- Провёл 1 матч за олимпийскую сборную СССР 11 сентября 1990 года против Норвегии, который завершился ничьей 2:2.
- Провёл 3 матча за сборную СНГ и 27 матчей за сборную России.
- Сыграл в 1 неофициальном матче за сборную России.
- Первый матч провёл 25 января 1992 года, в котором сборная СНГ обыграла сборную США со счётом 1:0.
- Последний матч провёл 17 мая 2002 года, в котором сборная России сыграла вничью 1:1 со сборной Беларуси.
- Был в заявке на ЧМ-2002, но не провёл ни одного матча на турнире.

### Тренерская
- Главный тренер юношеской сборной России (2003—2006)
- Старший тренер юношеской сборной России (с 2006)
- Тренер сборной России (2003—2005)[3]
- Тренер-селекционер в клубе «Зенит» Санкт-Петербург (с августа по декабрь 2006)
- Главный тренер дублирующего состава клуба «Зенит» Санкт-Петербург (с декабря 2006 по декабрь 2007)
- Главный тренер дублирующего состава клуба «Химки» (с декабря 2008 по сентябрь 2009)
- Главный тренер ФК «Химки» (с 19 сентября 2009)
- Тренер ФК «Торпедо» Москва (с 30 июля 2010)
- Главный тренер ФК «Торпедо» Москва (с 16 августа 2010 по апрель 2012)
- Главный тренер ФК «Сокол» Саратов (с 5 июня 2012 по июнь 2015)[4]
- Тренер ФК «Спартак-Нальчик» (с июня 2017)[5][6]
- Старший тренер ФК «Авангард» Курск (с сентября 2017[7] по апрель 2018)[8]
- Главный тренер ФК «Сибирь» Новосибирск (с сентября 2018[9][11] по июнь 2019)
- Главный тренер ФК «Новосибирск» (с июня[12] по декабрь 2019[13])
- Главный тренер 2DROTS (2020[14])
- С 2020 года[14] — тренер в футбольной школе «Красногвардеец» (Москва)[15][16], в 2023 году — главный[17] тренер команды «Красногвардеец», участвующей в первенстве (Дивизион «Б») и Кубке Москвы среди ЛФК[18].

## Достижения

### Командные
- Серебряный призёр чемпионата России (4): 1995, 1999, 2000, 2001
- Бронзовый призёр чемпионата СССР: 1991
- Бронзовый призёр чемпионата России (2): 1994, 1998
- Обладатель Кубка России (5): 1992/93, 1995/96, 1996/97, 1999/2000, 2000/01
- Полуфиналист Кубка обладателей кубков (2): 1997/98, 1998/99

### Личные
- В списках 33 лучших футболистов чемпионата России (8): № 1 — 1997, 1998, 1999, 2000, 2001; № 3 — 1994, 1995, 1996

### В качестве тренера
- Победитель Мемориала Гранаткина: 2005
- Победитель зонального турнира второго дивизиона (2): 2010, 2013/14